# Maarten Martens
Maarten Martens (Eeklo, Bélgica, 2 de julio de 1984) es un exjugador y entrenador de fútbol belga. Actualmente dirige al AZ Alkmaar de la Eredivisie.

## Carrera como jugador

### Inicios
Nacido en Eeklo, Martens dio sus primeros pasos en el fútbol en Klauwaerts Bassevelde. A la edad de ocho años, se unió al equipo juvenil del Anderlecht. En la temporada 2003-04, se unió al primer equipo, pero no tuvo muchas oportunidades de demostrar. Sólo una vez bajo la dirección del entrenador Hugo Broos jugó al más alto nivel.

### RKC Waalwijk
En la temporada 2004-05, fue cedido al RKC Waalwijk por un año. Sus buenas actuaciones hicieron que, en el verano de 2005, el club lo comprara al Anderlecht y firmara más tarde un contrato de tres años.

### AZ Alkmaar
En el verano de 2006, Martens fue transferido al AZ Alkmaar junto a su compatriota Mousa Dembélé. El 28 de octubre de 2007, Martens sufrió su primera lesión que lo mantuvo afuera durante mucho tiempo. En la temporada 2008-09 Martens volvió al primer equipo, disputó casi todos los partidos de esa temporada y atrajo la atención de otros clubes, aunque terminó renovando su contrato hasta junio de 2014.

### Etapa final
El 15 de enero de 2014, Martens firmó un contrato con el PAOK Salónica hasta el 30 de junio de 2016.Después de un año en Grecia, fue cedido al club belga Círculo de Brujas por el resto de la temporada 2014-15, pero tras el descenso del club, regresó al equipo griego.El 5 de agosto de 2015, llegó a un acuerdo con el PAOK para rescindir su contrato con el club.

## Selección nacional
Martens hizo su debut oficial con la selección de Bélgica el 24 de marzo de 2007 en la derrota por 4-0 contra Portugal durante la clasificación para la Eurocopa 2008.Más tarde, fue convocado para los Juegos Olímpicos 2008 y fue uno de los jugadores de mayor edad en la plantilla que disputó todos los encuentros. El seleccionado belga terminaría en el cuarto puesto y sin posibilidad de llevarse la medalla de bronce luego de caer ante Brasil por 3-0.

## Carrera como entrenador
En abril de 2016, Martens inició su carrera como técnico en el Club Brujas donde estuvo a cargo de las categorías inferiores.El 7 de mayo de 2021, dejó su cargo en el club belga para ser el entrenador del Jong Ajax.En junio de 2023, fue anunciado como asistente de Pascal Jansen en el AZ Alkmaar y firmó un contrato por dos años.
El 17 de enero de 2024, asumió como entrenador interino del AZ Alkmaar hasta el final de la temporada.El 20 de mayo, fue ratificado en su cargo luego de los buenos resultados obtenidos en la Eredivisie.

## Clubes y estadísticas

### Como jugador
| Club                       | País         | Año       | Partidos | Goles |
| -------------------------- | ------------ | --------- | -------- | ----- |
| RSC Anderlecht             | Bélgica      | 2003-2005 | 1        | 0     |
| RKC Waalwijk               | Países Bajos | 2004-2006 | 52       | 9     |
| AZ Alkmaar                 | Países Bajos | 2006-2013 | 226      | 45    |
| PAOK Salónica              | Grecia       | 2014-2015 | 24       | 3     |
| Círculo de Brujas (cedido) | Bélgica      | 2015      | 11       | 1     |
| Total                      | Total        | Total     | 314      | 58    |

### Como entrenador
| Equipo                    | Div.  | Temporada | Liga  | Liga | Liga | Liga | Liga |       | Copa | Copa | Copa | Copa  |   | Internacional | Internacional | Internacional | Internacional | Internacional |   | Otros | Otros | Otros | Otros |    | Totales     | Totales | Totales | Totales | Totales | Totales | Totales | Totales |
| Equipo                    | Div.  | Temporada | Part. | G    | E    | P    | Pos. | Part. | G    | E    | P    | Part. | G | E             | P             | Pos.          | Part.         | G             | E | P     | Part. | G     | E     | P  | Rendimiento | GF      | GC      | Dif.    |         |         |         |         |
| ------------------------- | ----- | --------- | ----- | ---- | ---- | ---- | ---- | ----- | ---- | ---- | ---- | ----- | - | ------------- | ------------- | ------------- | ------------- | ------------- | - | ----- | ----- | ----- | ----- | -- | ----------- | ------- | ------- | ------- | ------- | ------- | ------- | ------- |
| AZ Alkmaar · Países Bajos | 1.ª   | 2023-24   | 17    | 9    | 5    | 3    | 4.º  | 1     | 0    | 0    | 1    | -     | - | -             | -             | -             | -             | -             | - | -     | 18    | 9     | 5     | 4  | 59.26%      | 34      | 25      | +9      |         |         |         |         |
| AZ Alkmaar · Países Bajos | 1.ª   | 2024-25   | 34    | 16   | 9    | 9    | 5.º  | 5     | 3    | 2    | 0    | 12    | 5 | 3             | 4             | 1/8           | 2             | 2             | 0 | 0     | 53    | 26    | 14    | 13 | 57.87%      | 97      | 64      | +33     |         |         |         |         |
| AZ Alkmaar · Países Bajos | 1.ª   | 2025-26   | 2     | 1    | 1    | 0    | -    | 0     | 0    | 0    | 0    | 4     | 3 | 0             | 1             | -             | -             | -             | - | -     | 6     | 4     | 1     | 1  | 72.23%      | 18      | 7       | +11     |         |         |         |         |
| AZ Alkmaar · Países Bajos | Total | Total     | 53    | 26   | 15   | 12   | -    | 6     | 3    | 2    | 1    | 16    | 8 | 3             | 5             | -             | 2             | 2             | 0 | 0     | 77    | 39    | 20    | 18 | 59.31%      | 149     | 96      | +53     |         |         |         |         |
| 1. 2. 3.                  |       |           |       |      |      |      |      |       |      |      |      |       |   |               |               |               |               |               |   |       |       |       |       |    |             |         |         |         |         |         |         |         |

#### Resumen por competiciones
| Competición                 | Partidos | Ganados | Empatados | Perdidos | %      | Resultado        |
| --------------------------- | -------- | ------- | --------- | -------- | ------ | ---------------- |
| Eredivisie                  | 55       | 28      | 15        | 12       | 60%    | 4.º lugar        |
| Copa de los Países Bajos    | 6        | 3       | 2         | 1        | 61.11% | Subcampeón       |
| Liga Europa de la UEFA      | 12       | 5       | 3         | 4        | 50%    | Octavos de final |
| Liga Conferencia de la UEFA | 4        | 3       | 0         | 1        | 75%    | En disputa       |
| TOTAL                       | 77       | 39      | 20        | 18       | 59.31% | Sin Títulos      |

## Palmarés

### Como jugador

#### Campeonatos nacionales
| Título                        | Club       | País         | Año     |
| ----------------------------- | ---------- | ------------ | ------- |
| Eredivisie                    | AZ Alkmaar | Países Bajos | 2008-09 |
| Supercopa de los Países Bajos | AZ Alkmaar | Países Bajos | 2009    |
| Copa de los Países Bajos      | AZ Alkmaar | Países Bajos | 2012-13 |